# Respuesta a Sor Filotea de la Cruz

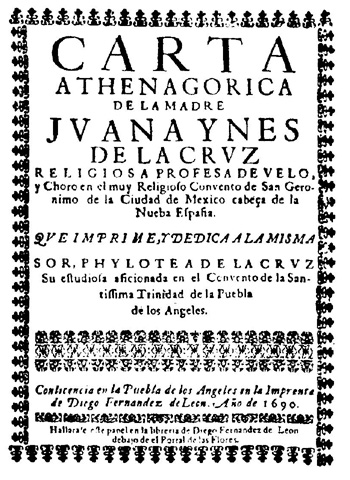
La publicación de la Carta Atenagórica provocó la Respuesta a Sor Filotea y acarreó a Sor Juana la prohibición de continuar su trabajo intelectual.

La Respuesta a Sor Filotea de la Cruz fue escrita por Sor Juana Inés de la Cruz en marzo de 1691, como contestación a todas las recriminaciones que le hizo el obispo de Puebla, Manuel Fernández de Santa Cruz, bajo el seudónimo de Sor Filotea de la Cruz. No fue publicada hasta 1700, en Fama y obras póstumas del Fénix de México (Madrid: Manuel Ruiz de Murga) gracias a que Juan Ignacio María de Castorena Ursúa y Goyeneche obtuvo los escritos de Sor Juana, a partir de su condena por la Inquisición, los llevó a España y editó la obra.
El obispo de Puebla advierte que ninguna mujer debería afanarse por aprender de ciertos temas filosóficos. En su defensa, Sor Juana señala a varias mujeres doctas, como Hipatia de Alejandría, una filósofa neoplatónica asesinada en el año 415. Escribe sobre su intento fallido y el constante dolor que su pasión al conocimiento le ha traído, pero con todo expone que es mejor tener un vicio a las letras que a algo peor. También justifica el vasto conocimiento que tiene de todas las materias de educación: lógica, retórica, física e historia, como complemento necesario para entender y aprender de las Santas Escrituras.

## Contexto histórico
La "Respuesta a sor Filotea," fechada el primero de marzo de 1691 constituyó una reacción a una carta publicada por el obispo de Puebla Manuel Fernández de Santa Cruz que criticaba la Carta atenagórica escrita por Sor Juana y publicada por él mismo. Suceso que provocó la respuesta de la poetisa quien a través de la escritura defiende su labor intelectual y en la que reclamaba los derechos de la mujer a la educación. Conviene saber que la "Respuesta a sor Filotea" cierra el ciclo de una comunicación interrumpida, donde la "Carta Atenagórica" es la primera de la serie, y en medio de éstas se encuentra la "Carta de sor Filotea."
Por lo tanto, la Respuesta constituye esta defensa pública, a través de la cual sor Juana Inés de la Cruz vierte todo su saber para contestar ampliamente a los juicios que Manuel Fernández de Santa Cruz, obispo de Puebla, había emitido en su carta deI 25 de noviembre de 1690, intitulada "Carta de sor Filotea de la Cruz a sor Juana Inés de la Cruz."

## Análisis

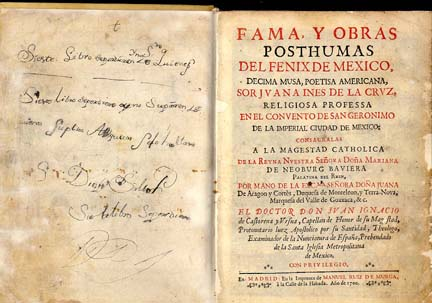
Fama y obras póstumas del Fénix de México.

En su carta, "Sor Filotea" (seudónimo de Manuel Fernández de Santa Cruz) "expresa la admiración que siente por Sor Juana, pero al mismo tiempo le recrimina que ejercite su talento en temas profanos en lugar de darse a la literatura devocional. Aunque Sor Filotea no se declara en contra de la educación de la mujer, sí manifiesta su inconformidad con la falta de obediencia que podrían demostrar algunas mujeres ya educadas. Por último, le recomienda a Sor Juana seguir el ejemplo de otros escritores místicos que se dedicaron a la literatura teológica, como Santa Teresa de Ávila o San Gregorio Nacianceno".
Sor Juana concuerda con Sor Filotea en que debe mostrar obediencia y que nada justifica la prohibición de hacer versos, al tiempo que afirma que no ha escrito mucho sobre la Escritura por no considerarse a sí misma digna de hacerlo. También reta, a Sor Filotea y a todos sus enemigos, a que le presenten una copla suya que peque de indecencia. Según algunos críticos, no puede calificarse la suya de poesía erótica, pues el afecto que en ellas muestra por dos virreinas es de tipo filial, no carnal.
Sor Juana emplea un estilo que varía conforme se produce el avance de la Respuesta. En momentos adopta la forma de memorias, luego evoluciona al alegato y finalmente a la exposición de ideas. Generalmente, el lenguaje es llano y nutrido de una prosa amena y familiar. El valor de la Respuesta es el de un extraordinario documento autobiográfico, indispensable para comprender la vida y obra literaria de Sor Juana.
A su vez, la Respuesta ha recibido mucha atención de la crítica a lo largo del tiempo, los que más criticaron a Sor Juana por su barroquismo, por su excesiva adhesión al estilo de Góngora (culteranismo), dejan a un lado sus reparos para alabarle abiertamente.
Es necesario ubicar a Sor Juana en el entramado de redes de poder institucional desde donde se produjo su reclamo de un derecho a un saber oficial. Es por ello que autores/as tales como Yolanda Martínez-San Miguel realizan una breve caracterización de la vida en los monasterios y conventos y del estado de la educación femenina durante la época del virreinato —cuando Sor Juana escribía sus textos en defensa de la instrucción de la mujer— para que el contexto y los objetivos de Sor Juana puedan entenderse mejor.

## Extractos
"El escribir nunca ha sido dictamen propio, sino fuerza ajena; que les pudiera decir con verdad: Vos me coegistis. Lo que sí es verdad que no negaré (lo uno porque es notorio a todos, y lo otro porque, aunque sea contra mí, me ha hecho Dios la merced de darme grandísimo amor a la verdad) que desde que me rayó la primera luz de la razón, fue tan vehemente y poderosa la inclinación a las letras, que ni ajenas reprensiones --que he tenido muchas--, ni propias reflejas --que he hecho no pocas--, han bastado a que deje de seguir este natural impulso que Dios puso en mí: Su Majestad sabe por qué y para qué; y sabe que le he pedido que apague la luz de mi entendimiento dejando sólo lo que baste para guardar su Ley, pues lo demás sobra, según algunos, en una mujer; y aún hay quien diga que daña. Sabe también Su Majestad que no consiguiendo esto, he intentado sepultar con mi nombre mi entendimiento, y sacrificársele sólo a quien me le dio; y que no otro motivo me entró en religión, no obstante que al desembarazo y quietud que pedía mi estudiosa intención eran repugnantes los ejercicios y compañía de una comunidad; y después, en ella, sabe el Señor, y lo sabe en el mundo quien sólo lo debió saber, lo que intenté en orden a esconder mi nombre, y que no me lo permitió, diciendo que era tentación; y sí sería."
"Empecé a deprender gramática, en que creo no llegaron a veinte las lecciones que tomé; y era tan intenso mi cuidado, que siendo así que en las mujeres --y más en tan florida juventud-- es tan apreciable el adorno natural del cabello, yo me cortaba de él cuatro o seis dedos, midiendo hasta dónde llegaba antes, e imponiéndome ley de que si cuando volviese a crecer hasta allí no sabía tal o tal cosa que me había propuesto deprender en tanto que crecía, me lo había de volver a cortar en pena de la rudeza. Sucedía así que él crecía y yo no sabía lo propuesto, porque el pelo crecía aprisa y yo aprendía despacio, y con efecto le cortaba en pena de la rudeza: que no me parecía razón que estuviese vestida de cabellos cabeza que estaba tan desnuda de noticias, que era más apetecible adorno."
"Pues ¿qué os pudiera contar, Señora, de los secretos naturales que he descubierto estando guisando? Veo que un huevo se une y fríe en la manteca o aceite y, por contrario, se despedaza en el almíbar; ver que para que el azúcar se conserve fluida basta echarle una muy mínima parte de agua en que haya estado membrillo u otra fruta agria; ver que la yema y clara de un mismo huevo son tan contrarias, que en los unos, que sirven para el azúcar, sirve cada una de por sí y juntos no. Por no cansaros con tales frialdades, que sólo refiero por daros entera noticia de mi natural y creo que os causará risa; pero, señora, ¿qué podemos saber las mujeres sino filosofías de cocina? Bien dijo Lupercio Leonardo, que bien se puede filosofar y aderezar la cena. Y yo suelo decir viendo estas cosillas: Si Aristóteles hubiera guisado, mucho más hubiera escrito."
"Y esto es tan justo que no sólo a las mujeres, que por tan ineptas están tenidas, sino a los hombres, que con sólo serlo piensan que son sabios, se había de prohibir la interpretación de las Sagradas Letras, en no siendo muy doctos y virtuosos y de ingenios dóciles y bien inclinados; porque de lo contrario creo yo que han salido tantos sectarios y que ha sido la raíz de tantas herejías; porque hay muchos que estudian para ignorar, especialmente los que son de ánimos arrogantes, inquietos y soberbios, amigos de novedades en la Ley (que es quien las rehúsa); y así hasta que por decir lo que nadie ha dicho dicen una herejía, no están contentos. De éstos dice el Espíritu Santo: In malevolam animam non introibit sapientia. A éstos, más daño les hace el saber que les hiciera el ignorar."
"Si el crimen está en la Carta Atenagórica, ¿fue aquélla más que referir sencillamente mi sentir con todas las venias que debo a nuestra Santa Madre Iglesia? Pues si ella, con su santísima autoridad, no me lo prohíbe, ¿por qué me lo han de prohibir otros? ¿Llevar una opinión contraria de Vieyra fue en mí atrevimiento, y no lo fue en su Paternidad llevarla contra los tres Santos Padres de la Iglesia? Mi entendimiento tal cual ¿no es tan libre como el suyo, pues viene de un solar? ¿Es alguno de los principios de la Santa Fe, revelados, su opinión, para que la hayamos de creer a ojos cerrados?"